# Saison 5 de Fear the Walking Dead
 (octobre 2019).
Si vous disposez d'ouvrages ou d'articles de référence ou si vous connaissez des sites web de qualité traitant du thème abordé ici, merci de compléter l'article en donnant les références utiles à sa vérifiabilité et en les liant à la section « Notes et références ».
Chronologie
Saison 4 Saison 6
La cinquième saison de Fear the Walking Dead, série télévisée américaine dérivée de l'univers de The Walking Dead, est diffusée du 2 juin 2019 au 29 septembre 2019 sur AMC, aux États-Unis.

## Synopsis
Morgan Jones et Alicia Clark dirigent le groupe avec une philosophie empreinte de bienveillance, de détermination et d'espoir. Leur mission est claire : ils doivent localiser les survivants et aider à améliorer ce qui reste du monde. Chacun pense qu'en aidant les autres cela leur permettra de réparer les torts de leur passé. Mais la confiance n'est pas un sentiment facile à gagner. Leur volonté d'altruisme est mise à rude épreuve lorsque le groupe se retrouve au milieu d'un territoire inconnu. Ils vont devoir affronter leur passé mais aussi leurs peurs.

## Distribution

### Acteurs principaux
- Alycia Debnam-Carey (VF : Anouck Hautbois) : Alicia Clark
- Lennie James (VF : Thierry Desroses) : Morgan Jones
- Colman Domingo (VF : Lucien Jean-Baptiste) : Victor Strand
- Rubén Blades (VF : Gilbert Lévy) : Daniel Salazar
- Danay García (VF : Ludivine Maffren) : Luciana Galvez
- Garret Dillahunt (VF : Vincent Ropion) : John Dorie
- Jenna Elfman (VF : Céline Monsarrat) : June Dorie « Naomi / Laura »
- Maggie Grace (VF : Ingrid Donnadieu) : Althea « Al » Szewczyk-Przygocki
- Karen David (VF : Ariane Aggiage) : Grace Mukherjee
- Alexa Nisenson (VF : Lisa Caruso) : Charlie
- Austin Amelio (VF : Alexis Victor) : Dwight

### Acteurs récurrents
- Daryl Mitchell (VF : Frantz Confiac) : Wendell
- Mo Collins (VF : Marie-Madeleine Burguet-Le Doze) : Sarah
- Matt Frewer (VF : Frédéric Cerdal) : Logan
- Colby Minifie (VF : Youna Noiret) : Virginia
- Peter Jacobson (VF : Roland Timsit) : Jacob Kessner
- Cory Hart (VF : Mathieu Albertini) : Rollie
- Holly Curran (VF : Alice Taurand) : Janis
- Bailey Gavulic (VF : Lila Lacombe) : Annie
- Ethan Suess (VF : Enzo Ratsito) : Max
- Cooper Dodson (VF : Aurore Saint-Martin) : Dylan
- Sydney Lemmon (VF : Patricia Spehar) : Isabelle / Happy (épisode 5)

## Production

### Développement
Le 27 juillet 2018, la série a été renouvelée pour une cinquième saison.

### Attribution des rôles
En décembre 2018, il a été annoncé que Rubén Blades reviendrait dans le rôle de Daniel Salazar. Il a également été rapporté que Daniel Sharman reviendrait dans le rôle de Troy Otto. Cependant, en avril 2019, l'auteur-producteur Ian Goldberg a confirmé qu'il ne reviendrait pas, affirmant « Oui, ce n'est qu'une rumeur. Nous avons pensé qu'il était génial dans la série, mais il ne reviendra pas. » En janvier 2019, il a été annoncé qu'Austin Amelio rejoindrait la distribution en tant que Dwight, qui est apparu pour la dernière fois dans la huitième saison de The Walking Dead. Alexa Nisenson a été promue dans la distribution principale après avoir été récurrente dans la quatrième saison dans le rôle de Charlie. En mars 2019, il a été rapporté que Karen David avait été ajoutée à la distribution principale dans le rôle de Grace.

### Tournage
Le tournage a commencé en décembre 2018 et a eu lieu à New Braunfels au Texas.

## Liste des épisodes
1. Venus en amis
2. La blessure qui va suivre
3. Bienvenue au Far West
4. Skidmark
5. La Fin de notre monde
6. Le Petit Prince
7. Toujours debout
8. Est-ce que quelqu'un m'entend ?
9. Canal 4
10. 210 mots par minute
11. Vous êtes toujours là ?
12. Ner Tamid
13. Laissez le reste
14. Aujourd'hui et demain
15. Canal 5
16. Terminus

### Épisode 1:Venus en amis
- États-Unis : 2 juin 2019 sur AMC[3]
- France : 3 juin 2019 sur Canal+ Séries (en VF)

- États-Unis : 1,97 million de téléspectateurs (première diffusion)

### Épisode 2:La blessure qui va suivre
- États-Unis : 9 juin 2019 sur AMC
- France : 10 juin 2019 sur Canal+ Séries (en VF)

- États-Unis : 1,69 million de téléspectateurs (première diffusion)

### Épisode 3:Bienvenue au Far West
- États-Unis : 16 juin 2019 sur AMC
- France : 17 juin 2019 sur Canal+ Séries (en VF)

- États-Unis : 1,76 million de téléspectateurs (première diffusion)

### Épisode 4:Skidmark
- États-Unis : 23 juin 2019 sur AMC
- France : 24 juin 2019 sur Canal+ Séries (en VF)

- États-Unis : 1,66 million de téléspectateurs (première diffusion)

### Épisode 5:La Fin de notre monde
- États-Unis : 30 juin 2019 sur AMC
- France : 1er juillet 2019 sur Canal+ Séries (en VF)

- États-Unis : 1,71 million de téléspectateurs (première diffusion)

### Épisode 6:Le Petit Prince
- États-Unis : 7 juillet 2019 sur AMC
- France : 8 juillet 2019 sur Canal+ Séries (en VF)

- États-Unis : 1,49 million de téléspectateurs (première diffusion)

### Épisode 7:Toujours debout
- États-Unis : 14 juillet 2019 sur AMC
- France : 15 juillet 2019 sur Canal+ Séries (en VF)

- États-Unis : 1,39 million de téléspectateurs (première diffusion)

### Épisode 8:Est-ce que quelqu'un m'entend?
- États-Unis : 21 juillet 2019 sur AMC
- France : 22 juillet 2019 sur Canal+ Séries (en VF)

- États-Unis : 1,6 million de téléspectateurs (première diffusion)

### Épisode 9:Canal 4
- États-Unis : 11 août 2019 sur AMC
- France : 12 août 2019 sur Canal+ Séries (en VF)

- États-Unis : 1,40 million de téléspectateurs (première diffusion)

### Épisode 10:210 mots par minute
- États-Unis : 18 août 2019 sur AMC
- France : 19 août 2019 sur Canal+ Séries (en VF)

- États-Unis : 1,37 million de téléspectateurs (première diffusion)

Morgan, Grace et Dwight répondent à l'appel radio d'un survivant nommé Chuck, qui a été mordu et cherche de l'aide depuis un centre commercial regorgeant de ressources, y compris une unité de soins d'urgence. Arrivés sur place, ils découvrent que le centre pourrait offrir une opportunité unique, mais les survivants restent focalisés sur des objectifs immédiats, négligeant son potentiel comme base permanente.  
- - Grace et Morgan :**

Lors de leur exploration, Grace montre des signes inquiétants de faiblesse, probablement liés à une exposition aux radiations ou autre chose, ce qui la terrifie. Elle confie à Morgan son angoisse de commencer des projets qu'elle ne pourrait pas finir, notamment en écoutant frénétiquement un livre audio. Morgan, hanté par le souvenir de son fils Duane, continue de lutter avec son deuil.  
- - Dwight et son dilemme :**

Pendant ce temps, Dwight part chercher le reste du groupe mais se fait capturer par un homme de Logan. Après un combat, il choisit de le libérer pour tenter de trouver une part d'humanité chez ses ennemis, une décision risquée mais symbolique de son changement.  
- - L'exploration du centre commercial :**

Morgan et Grace affrontent des rôdeurs pour atteindre l'unité de soins, utilisant des ruses comme une voiture télécommandée pour les distraire. Cependant, les choses se compliquent lorsque Grace agit impulsivement, attirant les morts et forçant le duo à se réfugier dans un magasin. Ils finissent par rallumer l'électricité, ce qui distrait les rôdeurs avec les lumières de l'arcade et leur permet d’atteindre les urgences.  
- - Chuck et l'héritage du centre :**

Sur les caméras de sécurité, ils voient Chuck vivant sur le toit, où il contemple les étoiles avant de succomber. Ils l'enterrent dignement et retournent aux urgences, mais Grace refuse d'en savoir plus sur son état, préférant croire en un avenir incertain.  
- - La séparation finale :**

### Épisode 11:Vous êtes toujours là?
- États-Unis : 25 août 2019 sur AMC
- France : 26 août 2019 sur Canal+ Séries (en VF)

- États-Unis : 1,44 million de téléspectateurs (première diffusion)

Lors d'une mission de reconnaissance avec Strand, Alicia trouve un autre arbre peint avec le message "Si vous lisez ceci, vous êtes toujours là". Wes les contacte et leur explique sa rencontre personnelle avec Logan. Alicia et Strand emmènent Wes chez lui, qui est un commissariat de police voisin. Lorsque Wes entre, une fusillade se fait entendre et un homme blessé sort en courant et vole leur camion.
Ailleurs, Morgan et Althea entrent dans une banque, où Althea conserve ses enregistrements d'interview dans un coffre-fort. Ils reçoivent un appel de détresse d'Alicia et tentent de localiser l'homme blessé et le camion volé, mais leur progression est stoppée par l'équipe de Logan. Alicia, Strand et Wes s'échappent du commissariat de police et localisent l'homme blessé. Il essaie d'étrangler Wes, mais Wes le maîtrise et le poignarde avant de lui demander où se trouve un manuscrit.

### Épisode 12:Ner Tamid
- États-Unis : 1er septembre 2019 sur AMC
- France : 2 septembre 2019 sur Canal+ Séries (en VF)

- États-Unis : 1,14 million de téléspectateurs (première diffusion)

### Épisode 13:Laissez le reste
- États-Unis : 8 septembre 2019 sur AMC
- France : 9 septembre 2019 sur Canal+ Séries (en VF)

- États-Unis : 1,45 million de téléspectateurs (première diffusion)

### Épisode 14:Aujourd'hui et demain
- États-Unis : 15 septembre 2019 sur AMC
- France : 16 septembre 2019 sur Canal+ Séries (en VF)

- États-Unis : 1,31 million de téléspectateurs (première diffusion)

Lors d'une mission de ravitaillement, Grace et Daniel rencontrent des problèmes lorsque leur camion tombe en panne et qu'ils sont poursuivis par une horde de rôdeurs. Abrité dans un bar abandonné, Daniel explique que c'est Charlie qui l'a sorti de son appartement.
En collaboration avec Althea, Morgan retarde le retour au convoi, admettant finalement que c'est dû à sa bonne et fluide relation avec Grace. Les deux sauvent un homme nommé Tom de certains des pionniers de Virginie et l'histoire de Tom fait se demander à Althea si le groupe est lié à Isabelle. Morgan et Althea pénètrent dans un complexe de condominiums dans lequel Tom vivait pour rechercher la sœur de Tom, Janis, mais la trouvent disparue et sont capturées par Virginia. Elle semble ne rien savoir du groupe d'hélicoptères et les libère, les exhortant à rejoindre sa cause.

### Épisode 15:Canal 5
- États-Unis : 22 septembre 2019 sur AMC
- France : 23 septembre 2019 sur Canal+ Séries (en VF)

- États-Unis : 1,34 million de téléspectateurs (première diffusion)

Virginia crée un documentaire pour inciter les gens à rejoindre les pionniers, inspirant Althea à créer un nouveau documentaire pour contrer le message de Virginia. L'état de Grace continue de se détériorer. Tom retrouve sa sœur Janis, qui s'avère être la femme que Wes a sauvée, et se consacre à aider à la création du documentaire pour montrer aux gens les différences entre les deux factions. Alors que le groupe tente de traverser un pont endommagé, Virginia les affronte. Elle propose de les aider à traverser, ainsi que des informations sur l'endroit où se trouve Sherry, s'ils la rejoignent.

### Épisode 16:Terminus
- États-Unis : 29 septembre 2019 sur AMC
- France : 30 septembre 2019 sur Canal+ Séries (en VF)

- États-Unis : 1,51 million de téléspectateurs (première diffusion)